# 吻状樱蛤
吻状樱蛤（学名：Tellina rastella），是帘蛤目樱蛤科Tellina属的一种。主要分布于中国大陆，常栖息在潮间带至潮下带20米。